# La voltige
La voltige er en fransk stumfilm fra 1895 af Louis Lumière.